# Waldemar Matysik
Waldemar Józef Matysik (Stanica, 1961. szeptember 27. –) világbajnoki bronzérmes lengyel labdarúgó, középpályás.

## Pályafutása

### Klubcsapatban
Az Orzeł Stanica és a Carbo Gliwice korosztályos csapatában kezdte a labdarúgást. 1979 és 1987 között a Górnik Zabrze labdarúgója volt és három bajnoki címet szerzett a csapattal. 1987 és 1990 között a francia Auxerre, 1990 és 1993 között a német Hamburger SV, 1993–94-ben a Wuppertaler SV, 1994–95-ben a VfB Wissen, 1996–97-ben a Rot-Weiß Essen, 1997-ben a Germania Dattenfeld játékosa volt.

### A válogatottban
1980 és 1989 között 55 alkalommal szerepelt a lengyel válogatottban. Az 1982-es spanyolországi világbajnokságon bronzérmet szerzett ez együttessel. Tagja volt az 1986-os mexikói világbajnokságon részt vevő csapatnak.

## Sikerei, díjai
Lengyelország
- Világbajnokság
  - bronzérmes: 1982, Spanyolország

 Górnik Zabrze
- Lengyel bajnokság
  - bajnok (3): 1984–85, 1985–86, 1986–87